# کیکاپو ترایبل سنتر (کانزاس)
کیکاپو ترایبل سنتر (به انگلیسی: Kickapoo Tribal Center) یک منطقهٔ مسکونی در ایالات متحده آمریکا است که در شهرستان براون، کانزاس واقع شده‌است. کیکاپو ترایبل سنتر ۵٫۰ کیلومتر مربع مساحت و ۱۹۴ نفر جمعیت دارد و ۳۲۳٫۰۹ متر بالاتر از سطح دریا واقع شده‌است.